# Państwo suskie

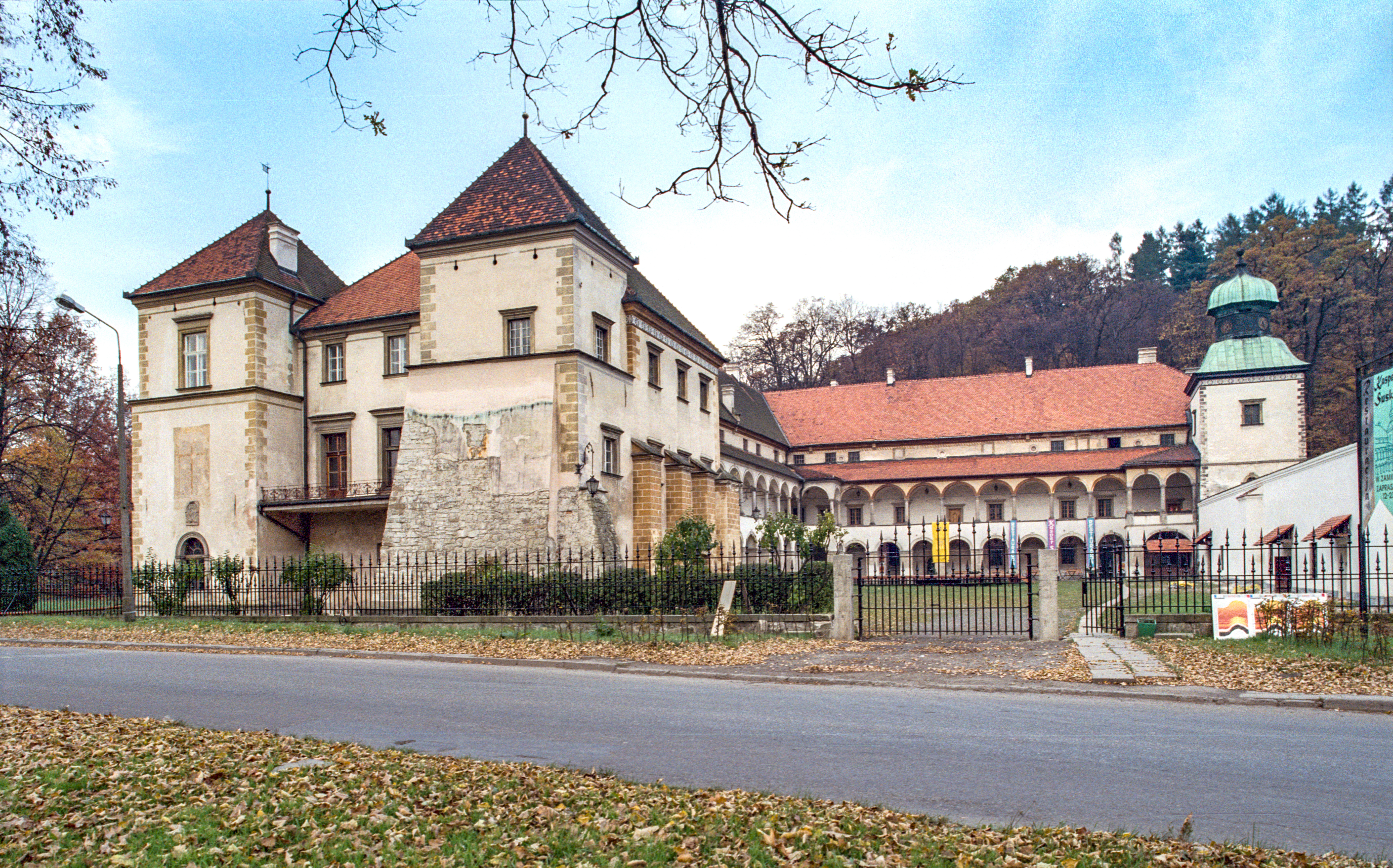
Zamek w Suchej Beskidzkiej – ośrodek administracyjny państwa suskiego

Państwo suskie – historyczne latyfundium obejmujące znaczne obszary ziemskie w okolicach obecnej Suchej Beskidzkiej.

## Historia
Na przełomie XVI i XVII wieku Sucha wraz z okolicznymi osadami została wykupiona przez właścicieli Żywiecczyzny – rodzinę Komorowskich. Po śmierci Krzysztofa Komorowskiego, głowy rodu, stworzone przez niego wielkie latyfundium beskidzkie podzielono w 1608 roku na trzy odrębne dominia. Jedno z nich – dominium suskie z centrum w zamku w Suchej – objął syn Krzysztofa, Piotr Komorowski (1580–1640).
„Państwo” suskie składało się z miejscowości:
- Sucha Beskidzka
- Stryszawa
- Lachowice
- Tarnawa
- Krzeszów
- Kurów
- Kuków
- Zdzieble
- Śleszowice
- Zembrzyce
- Marcówka.

Obejmowało teren o powierzchni ok. 140 km² i liczyło wówczas łącznie 275 domów.
Po bezpotomnej śmierci Piotra Komorowskiego w 1640 r. państwo suskie odziedziczył jego bratanek Krzysztof, syn Mikołaja Komorowskiego. Niespodziewana śmierć Krzysztofa w 1647 r. pozostawiła majątek bez męskiego dziedzica. Małoletnia w chwili śmierci ojca córka Krzysztofa, Konstancja Krystyna, wniosła w 1665 r. państwo suskie w posagu małżeńskim Janowi Wielopolskiemu, kanclerzowi wielkiemu koronnemu, dziedzicowi m.in. Pieskowej Skały. Podział dóbr Jana Wielopolskiego w 1688 r. między jego spadkobierców uczynił właścicielem dóbr suskich (wraz z Pieskową Skałą i Bobrkiem pod Oświęcimiem) Jana II Wielopolskiego.
Ostatnim dziedzicem państwa suskiego z rodu Wielopolskich był Jan Kanty Wielopolski, syn Józefa. W I połowie XIX w. Galicja należała do najbardziej zacofanych terenów cesarstwa austriackiego. Ponieważ dobra suskie nie przynosiły spodziewanych, pewnych dochodów dla swych właścicieli, w 1839 r. zostały wydzierżawione na 12 lat Ludwikowi Filipowi de Saint-Genois, właścicielowi pobliskiego Makowa. Jeszcze przed wygaśnięciem dzierżawy Wielopolski latach 1843–1846 sprzedał swe suskie włości wraz z zamkiem w Suchej Aleksandrowi Branickiemu. Branicki przejął majątek ostatecznie w roku 1851, po ustąpieniu dzierżawcy tych terenów, Ludwika Filipa de Saint-Genois.
Ostatni z Branickich, hr. Władysław Branicki, zmarł w 1914 r., pozostawiając majątek w rękach żony, Julii z Potockich i córki Anny, zamężnej za Juliuszem Tarnowskim z Końskich. I wojna światowa, której fronty wprawdzie nie dotarły do Suchej, przyniosła jednak kilkuletni okres dość rabunkowej gospodarki i w rezultacie upadek gospodarczy majątku. Najcenniejsze zbiory i dokumenty rodzinne Branickich wywieziono do Wiednia, a w samym zamku (zgodnie z życzeniem właścicieli) urządzono wielki szpital wojskowy. W międzyczasie (1917) zmarł Juliusz Tarnowski. Po odzyskaniu niepodległości Anna z Branickich Tarnowska wróciła do Suchej z Końskich, gdzie spędzała wojnę w rodowym majątku Tarnowskich. Z czasem suskim majątkiem zaczął zarządzać syn Anny i Juliusza, Juliusz Gabriel Tarnowski, który władał nimi fizycznie do września 1939 r., kiedy to wyemigrował do Francji. Po zakończeniu II wojny światowej nieruchomości wchodzące w skład suskiego majątku Tarnowskich (ziemie uprawne, lasy, obiekty gospodarcze, kompleks zamkowy w Suchej i in.) zostały upaństwowione.